# Crex
Crex é um gênero de aves da família Rallidae.
As seguintes espécies são reconhecidas:
- Crex egregia (Peters, W, 1854)
- Crex crex (Linnaeus, 1758)